# Porcellionides sexfasciatus
Porcellionides sexfasciatus là một loài chân đều trong họ Porcellionidae. Loài này được Koch miêu tả khoa học năm 1847.